# El Dorado (Arkansas)
El Dorado ist eine City im Union County im US-amerikanischen Bundesstaat Arkansas. Das U.S. Census Bureau hat bei der Volkszählung 2020 eine Einwohnerzahl von 17.756 ermittelt.
El Dorado ist Sitz der Arkansas Oil and Gas Commission, sowie der Murphy Oil Corporation und deren ehemaliger Downstream-Sparte Murphy USA, der Deltic Timber Corporation und der Lion Oil Company. Die Stadt beinhaltet unter anderem ein Community College, das South Arkansas Community College (SouthArk) und ein multikulturelles Kunstzentrum, das South Arkansas Arts Center (SAAC). Auch ist El Dorado als Teil der sozioökonomischen Region Ark-La-Tex bekannt.

## Klima
In El Dorado herrscht ein feucht gemäßigtes subtropisches Klima. Die mittlere Jahrestemperatur beträgt 16,8 Grad Celsius. Juli ist der wärmste Monat im Jahr, mit bis zu 34 °C. Der Januar ist der kälteste Monat mit einer durchschnittlichen Niedrigsttemperatur von −1 °C. Die jährliche Niederschlagsmenge beträgt 1357,4 Liter, und die durchschnittliche Sonnenscheindauer im Jahr liegt bei 1565 Stunden.
|                       | Jan | Feb | Mär | Apr | Mai   | Jun | Jul | Aug | Sep | Okt | Nov | Dez |   |         |
| Mittl. Tagesmax. (°C) | 10  | 13  | 18  | 23  | 27    | 32  | 34  | 33  | 29  | 24  | 17  | 12  | ⌀ | 22,7    |
| Mittl. Tagesmin. (°C) | −1  | 2   | 6   | 10  | 15    | 20  | 22  | 22  | 18  | 11  | 6   | 1   | ⌀ | 11      |
|                       |     |     |     |     |       |     |     |     |     |     |     |     |   |         |
| Niederschlag (mm)     | 125 | 102 | 122 | 135 | 139,4 | 99  | 99  | 97  | 99  | 97  | 124 | 119 | Σ | 1.357,4 |

| −1 |

| 2 |

| 6 |

| 10 |

| 15 |

| 20 |

| 22 |

| 22 |

| 18 |

| 11 |

| 6 |

| 1 |

| −1 |

| 2 |

| 6 |

| 10 |

| 15 |

| 20 |

| 22 |

| 22 |

| 18 |

| 11 |

| 6 |

| 1 |

## Kultur

### Theater und Konzerthäuser
Das im Jahr 1956 gegründete South Arkansas Symphony Orchestra gehört zu den Ältesten in Arkansas. Den Vorsitz führt Scott Watkins und dirigiert wird es derzeit von Kermit Poling. Vorher wurden Dr. Eloy Fominaya, Dr. Joe Barry Mullins, Jimmie Reynolds, Gerald Kiger, Richard Oliver und Dr. Richard Worthington mit der Leitung betraut. Alle Aufführungen werden vom Red River Radio ausgestrahlt, mitunter erfolgt auch eine bundesweite Ausstrahlung von A&E Television Networks.
Bei der Rialto Theater Music Hall handelt es sich um ein 1929 eröffnetes klassizistisches Bauwerk. Im Jahr 1980 wurde es renoviert und 1987 wiedereröffnet.  Es hat Platz für 1400 Zuschauer. Die Rialto Theater Music Hall ist seit 1986 im National Register of Historic Places gelistet.

### Sport
Der El Dorado Golf and Country Club ist ein privater Golfplatz, der 1925 eröffnet wurde. Herman Hackbarth entwarf den 18-Loch-Golfplatz. Der El Dorado Racquet Club ist ebenfalls eine privat betriebene Sportstätte. Der Club bietet Tennis, Schwimmen und Fitnessmöglichkeiten an.
Das El Dorado Memorial Stadium ist ein 1948 gebautes American Football Stadion. Es hat eine Zuschauerkapazität von 6000 und dient als Austragungsort für die Heimspiele der El Dorado Wildcats. In Gedenken an die im Zweiten Weltkrieg gefallenen Soldaten wurde es Memorial Stadium getauft.

### Medien
In El Dorado gibt es einen öffentlich-rechtlichen und sieben privatrechtliche Radiosender, die der Noalmark Broadcasting Corporation und El Dorado Broadcasting angehören. Die Radiosender KLBQ (Country) und KDMS (Gospel) gehören El Dorado Broadcasting an, während KIXB (Country), KMRX (Adult Contemporary), KAGL (Classic Rock), KELD (Sport), KELD-FM (Talkradio) und KMLK (Urban Adult Contemporary) zur Noalmark Broadcasting Corporation zuzurechnen sind. Bei dem öffentlich-rechtlichen Radiosender handelt es sich um KBSA, die der Louisiana State University in Shreveport angehören.
El Dorado News Times ist die regionale Tageszeitung El Dorados. Sie enthält Lokalnachrichten, einen Sportteil, Informationen über Gemeindeveranstaltungen und Stellenangebote. Herausgeber der Zeitung ist WEHCO Media.

## Söhne und Töchter der Stadt
- Henry Rachford (1925–2022), Mathematiker
- Rob Schroeder (1926–2011), Autorennfahrer
- Albert Hanlin Crews (1929–2025), Astronaut
- Donald Garrett (1932–1989), Musiker des Creative Jazz (Bassklarinette, Nay und Kontrabass)
- Lamar Hunt (1932–2006), Investor im Sportbereich
- Charles Portis (1933–2020), Schriftsteller
- Beryl Anthony, Jr. (1938–2025), Politiker, Mitglied im US-Repräsentantenhaus
- Lou Brock (1939–2020), Baseballspieler
- Larry Eugene Jones (* 1940), Historiker
- David Frizzell (* 1941), Country-Sänger
- William Ragsdale (* 1961), Schauspieler
- Daniel Gafford (* 1998), Basketballspieler